# Louis de la Censerie
 (juillet 2012).
Si vous disposez d'ouvrages ou d'articles de référence ou si vous connaissez des sites web de qualité traitant du thème abordé ici, merci de compléter l'article en donnant les références utiles à sa vérifiabilité et en les liant à la section « Notes et références ».
Louis (Joseph Jean Baptiste) de la Censerie, né le 7 septembre 1838 à Bruges (Belgique) et y décédé le 2 septembre 1909, était un architecte belge, actif dans la seconde moitié du XIXe siècle et au début du XXe.
Il jouissait de son vivant d’une renommée considérable, qui lui vint en premier lieu de la contribution qu’il apporta, par ses restaurations mais aussi par ses constructions neuves, à la recréation d’une Bruges médiévale dans le dernier quart du XIXe siècle, et ensuite de ce qu’il se vit confier, vers la fin de sa carrière, deux importants projets, à savoir l’église Saints-Pierre-et-Paul d’Ostende, de style néogothique, et surtout la monumentale gare d'Anvers-Central.
L’œuvre de De la Censerie a été diversement appréciée. Depuis la décennie 1970 cependant, son travail connaît un regain d’intérêt, et l’on voit désormais en lui l'un des moteurs du renouveau de l’architecture flamande et belge au XIXe siècle.

## Biographie

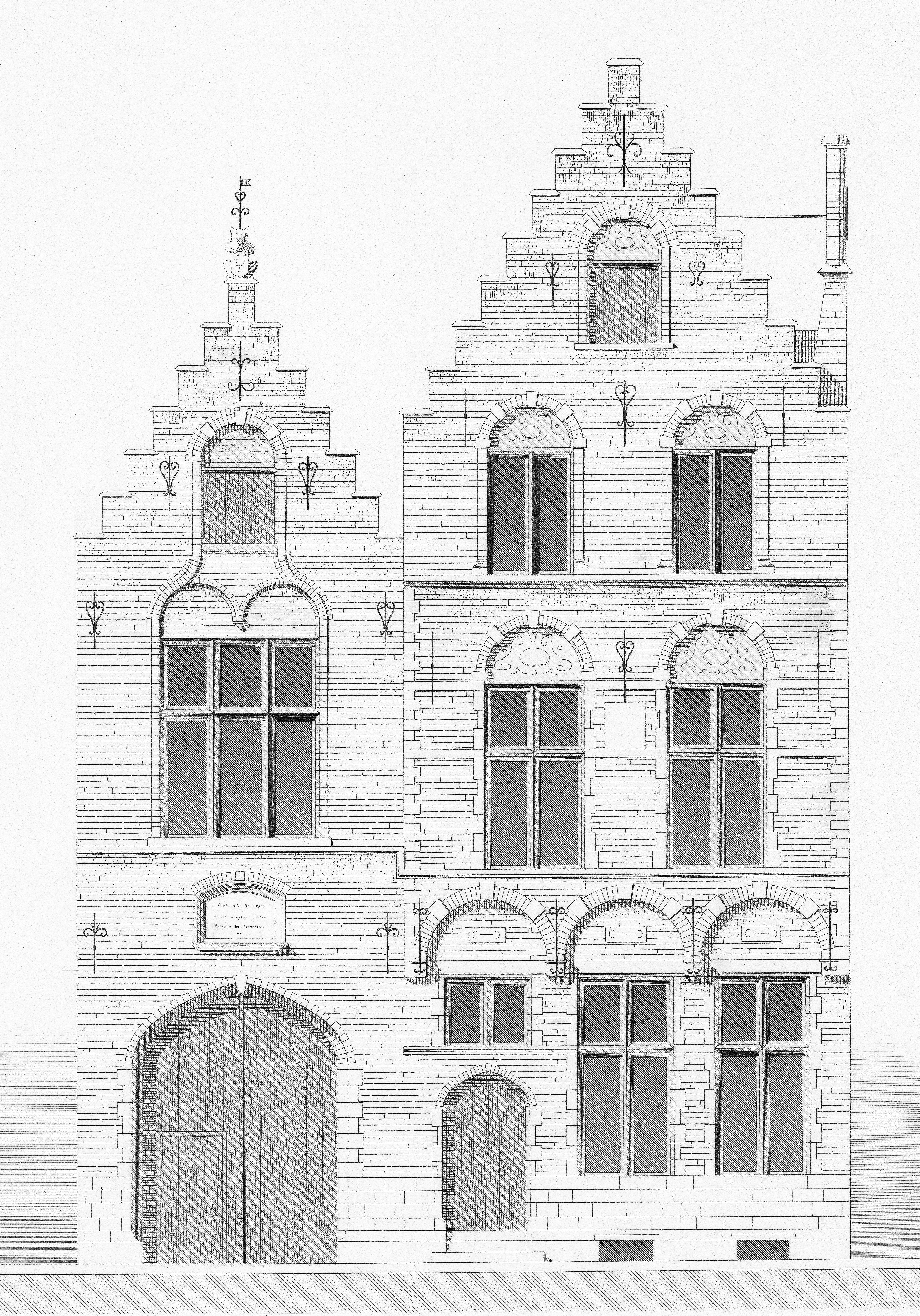
École de garçons à Bruges.

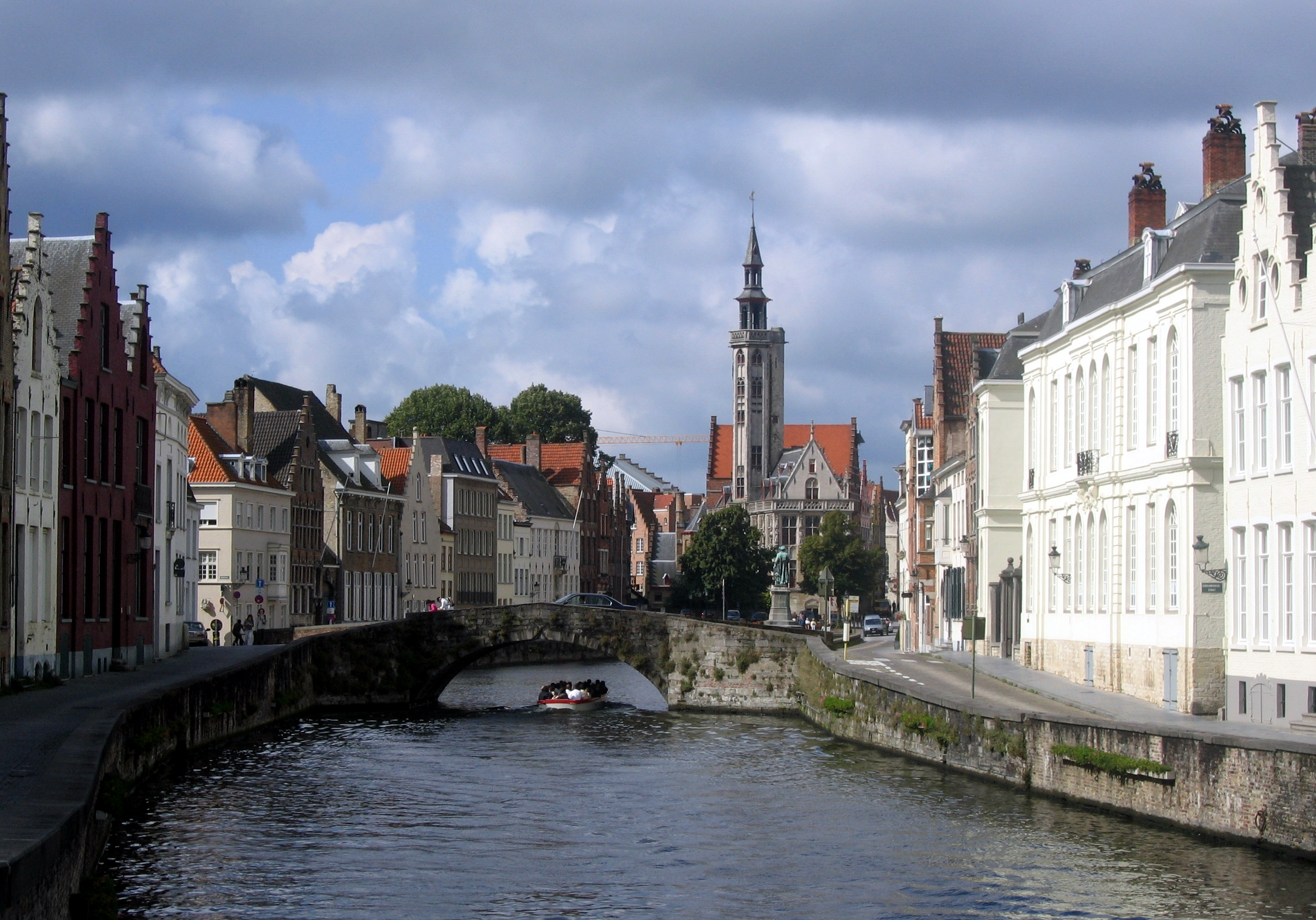
La Loge des Bourgeois ou Poortersloge (bâtiment flanqué d'une tour, visible au bout du canal), à Bruges (1899-1903).

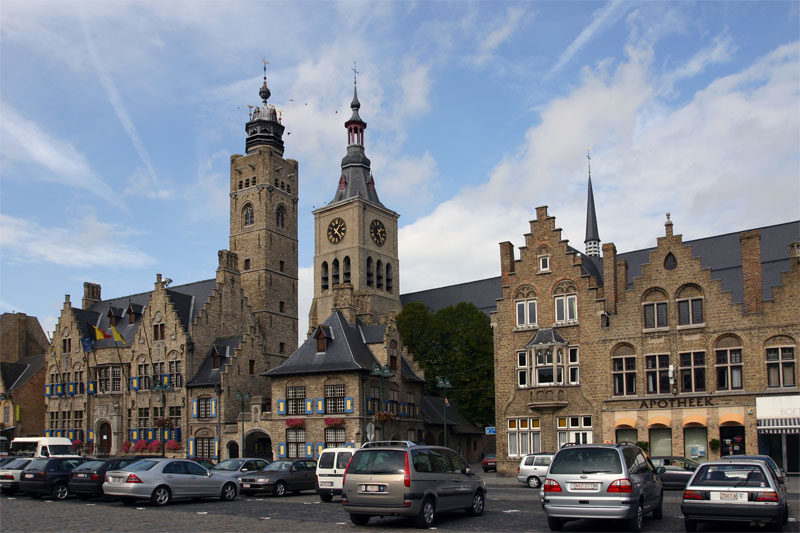
Hôtel de ville de Dixmude.

Son père, Louis De la Censerie, était un marchand originaire de Tournai, devenu ultérieurement entrepreneur en bâtiment ; on peut donc parler d’une certaine prédisposition familiale.
Il suit entre 1850 et 1857 une formation classique à l’Académie libre de Bruges, sous la direction de Jean-Brunon Rudd (Bruges, 1792-1870), architecte officiel auprès de la municipalité de cette ville.
Jeune diplômé d’architecture, il s’en alla travailler chez l’architecte gantois Louis Roelandt, célèbre à l’époque en raison de ses créations néoclassiques. Rien d’étonnant, dès lors, que les premiers projets de Louis de la Censerie, qui datent d’avant 1870, fussent néoclassiques de style, tels que ses alignements de façades dans la rue Niklaas Despars à Bruges.
Lauréat en 1862 du prestigieux Prix de Rome d’architecture, et en possession des bourses de voyage qui s’y attachent, il put parfaire sa formation à Paris, en Italie et en Grèce.
Revenu à Bruges, il fut, après le décès de Jean-Brunon Rudd, nommé architecte municipal de cette ville en 1870. Il assumera cette fonction jusqu’en 1892 (date à laquelle lui succédera Charles De Wulf). Dans le même temps, il fut nommé professeur d’architecture de l’Académie libre de Bruges, dont il devint le directeur en 1889 (et dont le nom avait entre-temps été changé en Académie municipale, en néerl. Stedelijke Academie). En 1879, il fut désigné membre du Comité provincial de la Commission royale des Monuments et des Sites.
Dans sa fonction d’architecte officiel, il marqua fortement de son empreinte la vieille ville de Bruges, faisant ravaler les façades des maisons anciennes, restaurant — dans le pur style néogothique, qu’il privilégiait nettement — maint bâtiment historique, ou réalisant, sur commande privée, des édifices neufs ; d’aucuns prétendront, un peu irrévérencieusement, qu’il transforma Bruges en une sorte de musée néogothique à ciel ouvert. S’il possédait à fond les techniques médiévales, il avait cependant, pour l’ossature des bâtiments qu’il créait, toujours recours à des techniques contemporaines (telles que les armatures métalliques pour la Minnewaterkliniek).
À noter que son patronyme était diversement orthographié : Delacenserie, Delasencerie, Dela Censerie et Dela Sencerie.

## Héritage et appréciation
Les jugements qui ont été portés sur l’œuvre de Delacenserie ont fortement varié au fil du temps. S’il était généralement admiré par ses contemporains, qui le caractérisaient comme un grand travailleur, à l’aise dans un large éventail de styles architecturaux différents, et si sa réputation débordait largement les frontières, il fut en revanche souvent décrié dans la seconde moitié du XXe siècle. Cependant, son œuvre connaît depuis 1970 un regain d’intérêt, et le musée Gruuthuse de Bruges par exemple lui consacra en 2009 une grande exposition d’ensemble. Aujourd’hui, il figure comme l’un des moteurs de la renaissance de l’architecture belge au XIXe siècle.
D’un caractère simple et attachant, d’une grande sincérité et ouverture d’esprit, il était une figure fort aimée de ses concitoyens. En qualité d’architecte municipal, il marqua de son empreinte nombre d’édifices tant publics que privés, les restaurant ou les remaniant, ou émettant son avis dans des dossiers d’urbanisme, et contribua ainsi, plus qu’aucun autre, à façonner le paysage urbain actuel de Bruges et sut faire naître cette aura d’authenticité attachée au centre historique de cette ville. Son style de prédilection était le néogothique, le mieux à même de préserver l’aspect médiéval de la ville. Il eut à Bruges quelques précurseurs adeptes de ce style, tels que l’architecte et auteur Charles Verschelde, l’architecte et vitrailliste Jean-Baptiste Bethune, et plus particulièrement l’historien de l’art anglais James Weale, et ne manqua de subir à Bruges l’influence des écoles française d'Eugène Viollet-le-Duc et anglaise d'Augustus Pugin, ce dernier étant alors représenté dans sa ville par Thomas Harper King. Toutefois, s’il possédait à fond les techniques médiévales, il s’attacha à développer une approche personnelle du « style brugeois ».

## Réalisations
Il restaura, dans un sens néogothique, plusieurs édifices anciens à Bruges : 
- La Chapelle du Saint-Sang (néerl. Heilig-Bloedkapel) (1870-1877) ;
- Le Greffe civil (néerl. Burgerlijke Griffie) (1873-1883) (comportant une démolition partielle avec reconstruction) ;
- la maison d’octroi (néerl. Tolhuis) (1879), sur la place Jan van Eyck ;
- le complexe Gruuthuse (1883-1895) (ailes est et sud) ;
- l’hôtel de ville (1894-1895 et 1903-1904) ;
- la maison d’écluse (néerl. Sashuis) (1895-1897), sur le Minnewater (ancien bassin de commerce) ;
- le bureau de poste central (Palais provincial) sur la Grand’Place ;
- la Loge des bourgeois (néerl. Poortersloge) (1899-1903) ;
- la façade occidentale de l’église Notre-Dame' (1905-1909).

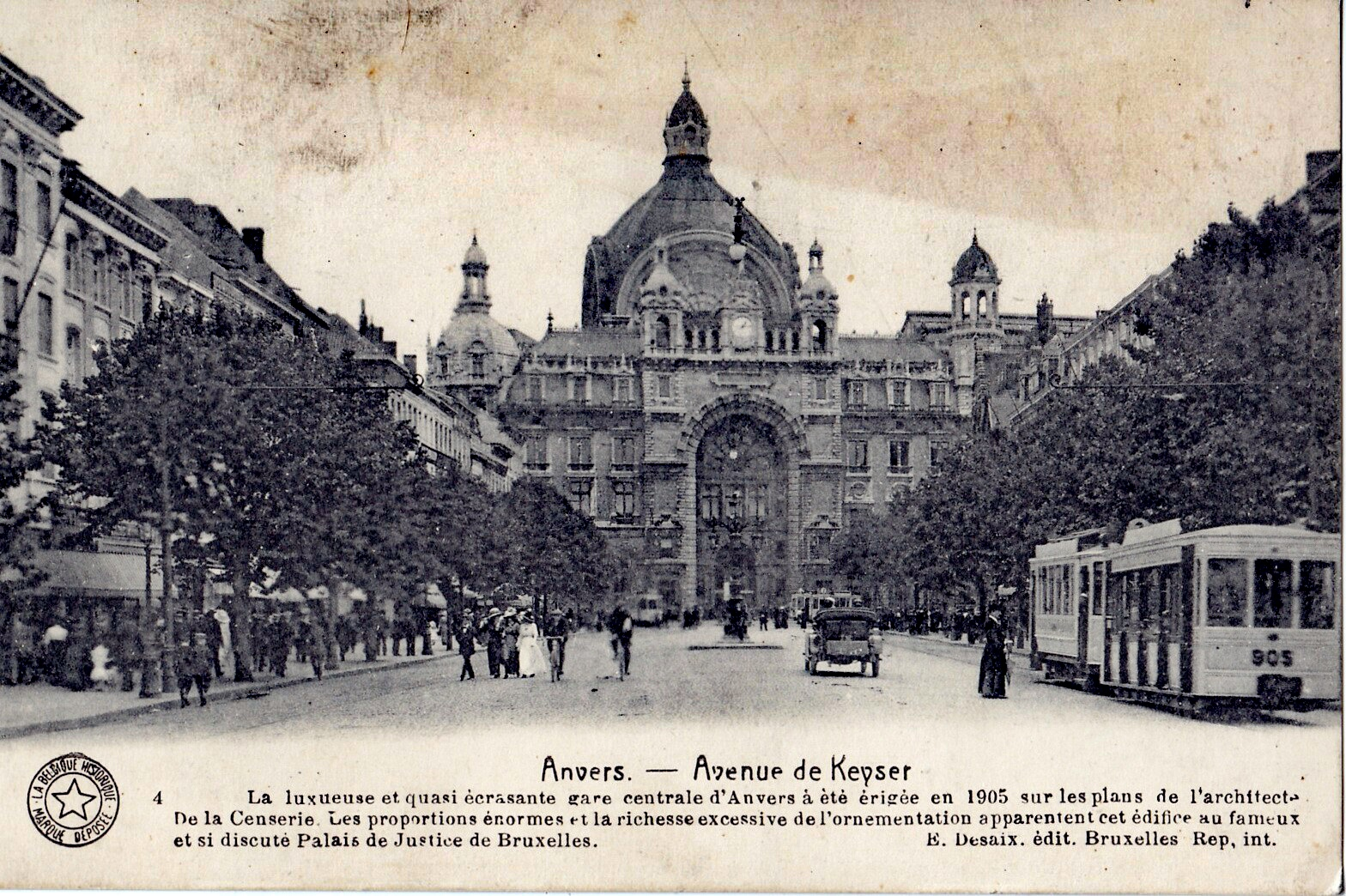
La Gare d'Anvers-Central sur l'avenue De Keyser peu après sa mise en service.
La légende rappelle les polémiques de l'époque sur le caractère fastueux de l'ouvrage

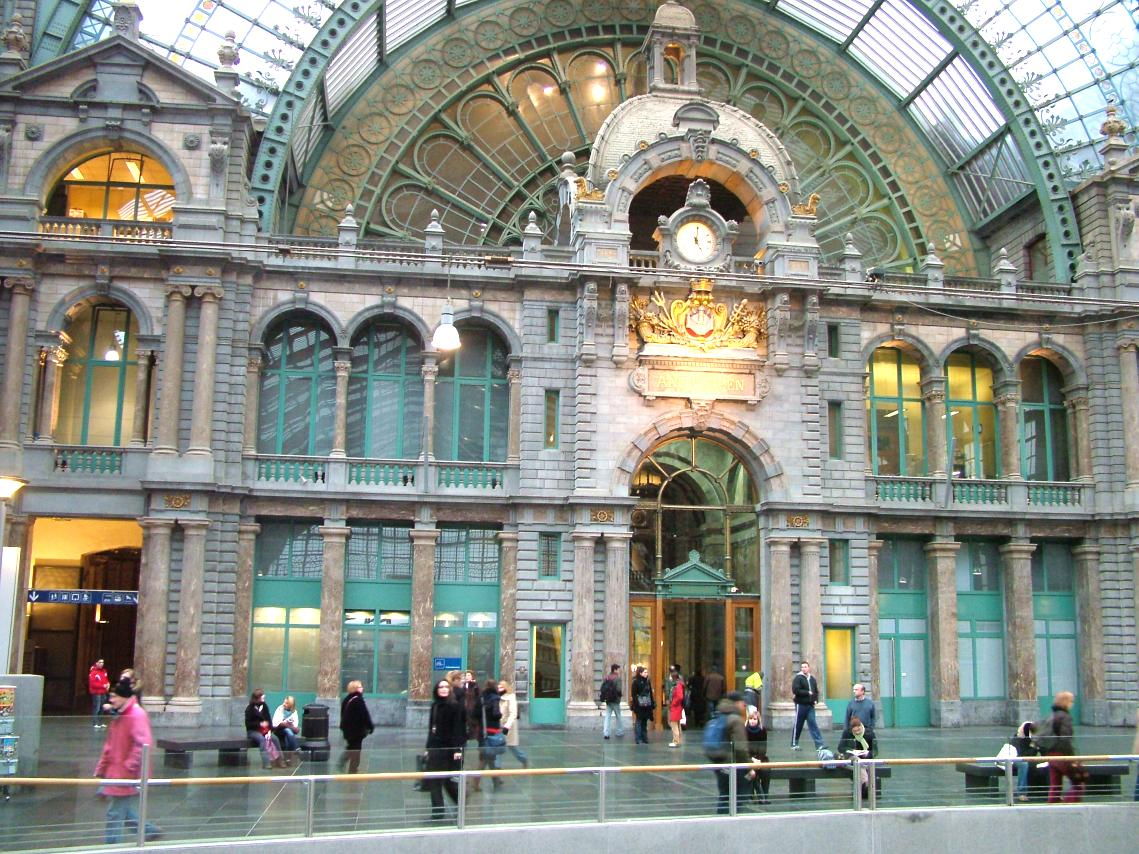
Anvers, intérieur de la gare centrale.

En dehors de ses travaux réalisés à titre d’architecte officiel de la ville de Bruges, il exécuta de nombreuses commandes privées et publiques, dont :
- l’hôtel de ville de Dixmude (1877-1900) ;
- le Château de Bloemendale à Beernem (1878)
- l’école normale de Bruges (1880-1883) ;
- l’hôpital Saint-Jean à Bruges ;
- la Gare d'Anvers-Central (1894-1898), « cathédrale ferroviaire », de style éclectique, avec hall néobaroque. Cet ouvrage marque l’apogée de l’architecture ferroviaire belge ;
- l’Église Saints-Pierre-et-Paul  (néerl. Sint-Petrus-en-Pauluskerk) à Ostende (1901-1905), église décanale néogothique ayant toutes les allures d’une cathédrale ;
- la caserne, avec mess des officiers, à Ostende.